# Epiplema obvallataria
Epiplema obvallataria är en fjärilsart som beskrevs av Heinrich Benno Möschler. Epiplema obvallataria ingår i släktet Epiplema och familjen Uraniidae. Inga underarter finns listade i Catalogue of Life.